# Shulvo
Shulvo är en ort i Mexiko.   Den ligger i kommunen Zinacantán och delstaten Chiapas, i den sydöstra delen av landet, 700 km öster om huvudstaden Mexico City. Shulvo ligger 2 321 meter över havet och antalet invånare är 670.
Terrängen runt Shulvo är kuperad åt nordost, men åt sydväst är den bergig. Runt Shulvo är det tätbefolkat, med 459 invånare per kvadratkilometer. Närmaste större samhälle är San Cristóbal de las Casas, 9,9 km öster om Shulvo. Omgivningarna runt Shulvo är en mosaik av jordbruksmark och naturlig växtlighet.